# Козлов, Григорий Митрофанович
Григо́рий Митрофа́нович Козло́в (15 сентября 1914 — 27 октября 1987) — советский режиссёр-мультипликатор, художник-постановщик и художник-мультипликатор.

## Биография
Родился в городе Могилёве 15 сентября 1914 года, в начале 1920-х годов переехал с семьёй в Москву. В 1935—1936 годах учился на курсах мультипликации при «Мосфильме». С этого времени работал на киностудии «Союзмультфильм» в качестве художника-мультипликатора, а с 1939 года — художника-постановщика, чаще всего с режиссёрами Валентиной и Зинаидой Брумберг и Дмитрием Бабиченко. С 1960 года осуществлял постановку фильмов в качестве режиссёра. Участник Великой Отечественной войны с 1941 по 1945 год, окончание войны встретил в окрестностях Берлина. После 1966 года официально ушёл из киностудии «Союзмультфильм», работал художником-графиком в литературных издательствах и в журналах, рисовал диафильмы. В 1980-е годы работал на киностудии «Союзмультфильм» по договору художником-постановщиком в картинах Романа Давыдова. Член Союза кинематографистов.
Умер 27 октября 1987 года в Москве, похоронен на Введенском кладбище (2 участок).

## Семья
Жена — Хромова Вера Максимовна (1918—1987), экономист; дочь Сабурова Татьяна Григорьевна (1946), историк; внучка Сабурова Надежда Германовна (1973—2001), историк.

## Фильмография

### Режиссёр
- «Мук (Мультипликационный Крокодил) № 2» (1960)
- «Мук (Мультипликационный Крокодил) № 6» (1961)
- «Случай с художником» (1962)
- «01 („Фитиль“ № 20)» (1964)
- «Новый дом» (1964)
- «Попался» (1964)
- «Вдвое больше („Фитиль“ № 27)» (1964)
- «Картина» (1965)

### Художник-постановщик
- «Боевые страницы» (1939)
- «Путешествие в страну великанов» (1947)
- «Кем быть?» (1948)
- «Волшебный клад» (1950)
- «Олень и Волк» (1950)
- «Полёт на Луну» (1953)
- «Остров ошибок» (1955)
- «Стёпа-моряк» (1955)
- «Верлиока» (1957)
- «В одной столовой…» (1957)
- «Слово имеют куклы» (1957)
- «Петя и волк» (1958)
- «История Власа, лентяя и лоботряса» (1959)
- «Мук (Мультипликационный Крокодил) № 2» (1960)
- «Мук (Мультипликационный Крокодил) № 6» (1961)
- «Случай с художником» (1962)
- «Старая пластинка» (1982)
- «Сын камня» (1982)
- «Сын камня и великан» (1986)

### Художник-мультипликатор
- «В Африке жарко» (1936)
- «Любимец публики» (1937)
- «Краденое солнце» (1943)
- «Песня о Чапаеве» (1944)
- «Весенние мелодии» (1946)
- «Лиса и дрозд» (1946)
- «Тихая поляна» (1946)
- «Конёк-Горбунок» (1947)
- «Волшебный ковёр» (1948)
- «Охотничье ружьё» (1948)
- «Машенькин концерт» (1949)
- «Мистер Уолк» (1949)
- «Чудесный колокольчик» (1949)
- «Лесные путешественники» (1951)
- «Ночь перед Рождеством» (1951)
- «Сказка о мёртвой царевне и о семи богатырях» (1951)
- «Снегурочка» (1952)
- «Братья Лю» (1953)
- «Лесной концерт» (1953)
- «В лесной чаще» (1954)
- «Вечера на хуторе близ Диканьки» (1961) (мультипликационная вставка)